# (1943) Anteros
(1943) Anteros ist ein Asteroid des Amor-Typs, der am 13. März 1973 vom US-amerikanischen Astronomen James B. Gibson an der Astronomischen Einrichtung Leoncito (IAU-Sternwarten-Code 829) im El-Leoncito-Nationalpark in Argentinien entdeckt wurde.
Der Himmelskörper ist nach Anteros benannt, einer Figur aus der griechischen Mythologie.